# Rosario De Matteis
Rosario De Matteis (San Giuliano del Sannio, 24 luglio 1946) è un politico italiano, presidente della Provincia di Campobasso dal 26 maggio 2011 al 1º settembre 2016.

## Biografia
Laureatosi in scienze biologiche nel 1977, è eletto nel consiglio comunale di San Giuliano del Sannio nelle liste della Democrazia cristiana, assumendo poi incarichi come assessore e vicesindaco. Nel 1983 è eletto sindaco del comune, venendo rieletto nel 1993 nelle file di una lista civica.
Nel 1995 viene eletto nel Consiglio regionale del Molise dove rimane, eletto per Forza Italia in coalizioni del centro-destra, fino al 2006, assumendo anche l'incarico di vicepresidente. Si candida alle elezioni politiche nel 2006 e nel 2008 senza essere eletto.
Dal 16 maggio 2011 al 1º settembre 2016 è stato Presidente della Provincia di Campobasso, eletto nelle file del centro-destra e sostenuto da una maggioranza costituita da PdL, UdC, FLI, UDEUR, Alleanza di Centro e dalle liste civiche Progetto Molise, Provincia Amica, Per il nostro Molise - Democrazia Popolare, e Molise Civile.
Il 22 settembre 2020 viene eletto di nuovo sindaco di San Giuliano del Sannio dopo 25 anni.